# Pyrococcus furiosus
A Pyrococcus furiosus a Thermococcaceae családba tartozó extremofil Archaea faj. Az archeák – ősbaktériumok – egysejtű, sejtmag nélküli prokarióta szervezetek. Hipertermofilként osztályozható, mivel extrém magas hőmérsékleten növekszik a legjobban; magasabban mint amit a termofilek preferálnak. Figyelemre méltó, hogy az optimális növekedési hőmérséklete 100 °C (ami elpusztítja a legtöbb élőlényt), és egyike azon kevés szervezeteknek, amik rendelkeznek az aldehid-ferredoxin-oxidoreduktáz nevű enzimmel – ami volfrámot tartalmaz, és ami ritkán található meg a biológiai molekulák között.

## Tudományos neve
A Pyrococcus görögül azt jelenti hogy tűzgolyó; utalva arra, hogy gömb alakú és képes 100 °C körül növekedni. A faj nevében a furiosus latinul azt jelenti hogy rohanó, utal a duplikációs idejére és a gyors úszására.

## Felfedezése
Először egy anaerob geotermikusan fűtött 90-100 °C-os hőmérsékletű tengeri üledékben izolálták a Porto Levante tengerparton, Vulcano-szigeten, Olaszországban. Először Dr. Karl Stetter a Regensburgi Egyetemen Németországban, és kollégája, Dr. Gerhard Fiala írta le 1986-ban.

## Leírása
Duplikációs ideje híresen gyors, 37 perc optimális körülmények között. Nagyjából szabályos gömb alakú, 0,8-1,5 μm átmérőjű, ostorai a sejt egyik pólusán helyezkednek el. Sejtjeit glikoprotein borítja.
70-103 °C között növekszik, optimális érték 100 °C. pH 5-9 között növekszik, optimális érték 7. Jól növekszik élesztőkivonattal, maltózzal, cellobiózzal, β-glükánokkal, keményítővel, és fehérje forrásokkal (tripton, pepton, kazein, és húskivonat). Nem vagy lassan növekszik a következő anyagokkal: aminosavak, szerves savak, alkoholok, és a legtöbb szénhidráttal (beleértve a glükózt, a fruktózt, a laktózt, és a galaktózt). Az anyagcseretermékei hidrogén és szén-dioxid. A hidrogén jelenléte súlyosan gátolja a növekedését és az anyagcseréjét, ezt a hatást meg lehet kerülni ha ként adnak a környezetéhez. Jelen esetben a H2S-ot anyagcsere folyamatokon keresztül állítja elő. Sok más hipertermofillel ellentétben a növekedése nem függ a kéntől.
Továbbá nevezetes szokatlan és érdekes egyszerű légzőrendszeréről, ami energiát állít elő hogy protont hidrogén gázzá redukál, és ezzel az energiával egy elektrokémiai gradienst hoz létre a sejtmembránon keresztül az ATP szintézishez. Egy ilyen rendszer lehet a mai magasabb rendű szervezetek légzőrendszereinek egy nagyon korai evolúciós előfutára.
Egy DNS-polimerázt fedeztek fel a P. furiosusban ami nem áll kapcsolatban más ismert DNS-polimerázokkal, mivel nem találtak jelentős szekvencia homológiát a két fehérje és az egyéb ismert DNS-polimerázok között. Ez a DNS-polimeráz erős 3'-5 'exonukleáz-aktivitással, és egy templát-primer preferenciával rendelkezik, amely jellemző egy replikatív DNS-polimerázra, a vezető tudósok szerint ez az enzim lehet a P. furiosus replikatív DNS-polimeráza. Ezek az enzimek tanulmányozása lehetővé tenné az archeák DNS-replikációjának átfogóbb megértését.[forrás?]

## Használata
Az enzimjei extrém termostabilak. Emiatt DNS-polimerázát (ami ismert Pfu-DNS-polimeráz néven is) használják a polimeráz-láncreakció (PCR) DNS-amplifikációs folyamatban.

## Diolok termelése
Az egyik gyakorlati alkalmazási módja diolok termelése különböző ipari folyamatokban. Lehetséges használni az enzimjeit olyan iparágakban mint az élelmiszer-, a gyógyszer-, és a vegyszeripar ahol alkohol-dehidrogenáz szükséges az enantio- és diasztereomertiszta diolok termeléséhez. A hipertermofilektől például a P. furiosustól származó enzimek jól használható a laboratóriumi folyamatokban mert viszonylag ellenálló: általában jól működnek magas hőmérsékleten és nagy nyomáson valamint a vegyi anyagok magas koncentrációja mellett.
A természetes eredetű enzimek laboratóriumi használatához gyakran meg kell változtatni a genetikai állományát. Ellenkező esetben a természetben előforduló enzimeket nem lehet hatékony használni a mesterségesen indukált eljárásban. Bár a P. furiosus enzimjei optimálisan magas hőmérsékleten működnek, a tudósok nem feltétlenül akarnak 100 °C-on elvégezni egy eljárást. Tehát ebben az esetben egy specifikus enzimet az AdhAt szereznek a P. furiosustól és különböző mutációkat okoznak rajta a laboratóriumban annak érdekében hogy egy megfelelő alkohol-dehidrogenázt használhassanak a mesterséges folyamatokban. Ez lehetővé tette a kutatóknak hogy egy mutáns enzimet szerezzenek, ami képes hatékonyan működni alacsonyabb hőmérsékleten és fenntartani a termelékenységet.

## Növényekben
Egy bizonyos P. furiosusban kifejezett gén a növényekben azokat tartósabbá teheti azáltal, hogy növeli a hőtoleranciát. A környezeti stresszhatásokra válaszul például hőexpozíció, a növények reaktív oxigénszármazékokat termelnek, ami sejthalált eredményezhet. Ha ezeket a szabad gyököket eltávolítják, az késlelteti a sejthalált. A növényekben a szuperoxid-diszmutázok távolítják el a szuperoxid anion gyököket a sejtekből, de ezen enzimek növekvő mennyiségének és aktivitásának fenntartása nehéz és nem a leghatékonyabb módja annak, hogy nagyobb tartósságot adjon a növényeknek.
Az oxigénszint gyorsan csökkenthető a növényekben, ha P. furiosusból származó szuperoxid-reduktázokat helyeznek beléjük. Ezt a módszert a tudósok a lúdfűt használva tesztelték. Az eljárás eredményeként a sejthalál a növényekben ritkábban fordul elő, következésképpen csökkenti a környezeti stresszre adott reakció súlyosságát. Ez növeli a növények túlélését, jobban ellenállnak a fénynek, a vegyi anyagoknak és a hőstressznek.
Ezt a tanulmányt fel lehetne használni kiindulási pontként, hogy olyan növényeket hozzanak létre, amik képesek túlélni extrém éghajlaton más bolygókon, például a Marson. Ha más növényfajokba több extremofilektől, például a P. furiosustól származó enzimet tennének, lehetséges lenne nagyon rezisztens fajok létrehozása.

## Aminosavak kutatása
Összehasonlítva a P. furiosust rokonával, a Pyrococcus abyssival, a tudósok próbálták meghatározni az összefüggést bizonyos aminosavak és bizonyos nyomás között a különböző fajokban. A P. furiosus nem barofil, míg P. abyssi az, ami azt jelenti, hogy optimálisan nagyon nagy nyomáson funkcionál. Két hipertermofil faj archaea használata csökkenti a környezeti hőmérséklet okozta eltérések lehetőségét, lényegében csökkenti a kísérleti modell változóit.
Amellett, hogy információt ad bizonyos aminosavak barofilitásáról, a kísérlet betekintést nyújt a genetikai kód és szervezeti hatások eredetére. Továbbá megállapították, hogy a poláris és a kisebb aminosavak nagyobb valószínűséggel barofilak. A két archaea összehasonlításából arra a következtetésre jutottak, hogy a genetikai kód valószínűleg strukturált volt, nagy hidrosztatikus nyomás alatt, és hogy a hidrosztatikai nyomás nagyobb befolyással volt a genetikai kód meghatározásában, mint a hőmérséklet.

## Szerepe az űrkutatásban
Mivel ellenáll a nagy hőmérséklet-változásoknak (100+ °C), ezért használják a Marson üvegházi termesztésre alkalmas növények utáni biomérnöki kutatásban. A kutatásba beletartozik egy Pyrococcus furiosus gén lúdfűbe helyezése.

## Genom szerkezete
A teljes genomját 2001-ben szekvenálták a University of Maryland Biotechnology Institute tudósai. A genomja 1908 kilóbázis méretű, és 2065 fehérjét kódol.